# Monumento a los homosexuales perseguidos por el nazismo en Colonia
El Monumento a los homosexuales perseguidos por el nazismo en Colonia (en alemán Mahnmal für die schwulen und lesbischen Opfer des Nationalsozialismus in Köln) recuerda desde 1995 en Colonia, a orillas del Rin, la persecución de los homosexuales durante el nazismo. 
Así se convirtió el 24 de junio de 1995 en el segundo monumento conmemorativo que no es en forma de placa que recuerda en Alemania este tema. Desde el 11 de diciembre de 1994 existe el Ángel de Frankfurt dedicado a este tema. El 27 de mayo de 2008 le siguió el Monumento a los homosexuales perseguidos por el nazismo en Berlín. Hasta 1994 no había en los países de lengua alemana más que placas conmemorativas en los campos de concentración de Mauthausen, Neuengamme, Dachau y Sachsenhausen, y en Berlín en el Nollendorfplatz.
El monumento fue donado a la ciudad de Colonia por el Gewerkschaft Öffentliche Dienste, Transport und Verkehr (ÖTV; «Sindicato de Servicios Públicos, Transporte y Tráfico») de Colonia (actualmente Vereinte Dienstleistungsgewerkschaft, «Sindicato Unido de Servicios», Ver.di).

## Trasfondo histórico
El monumento debe recordar la persecución de homosexuales durante la época del nacionalsocialismo. Con la inscripción «Totgeschlagen – Totgeschwiegen» («Muertos a palos - Muertos a silencio»), el monumento también recuerda además la situación de las víctimas en la República Federal de la Posguerra.
Aunque no hubo una persecución sistemática de las lesbianas durante el nazismo, se las menciona explícitamente en el monumento, porque sus condiciones de vida y su infraestructura empeoraron considerablemente durante la época.

## Historia del monumento

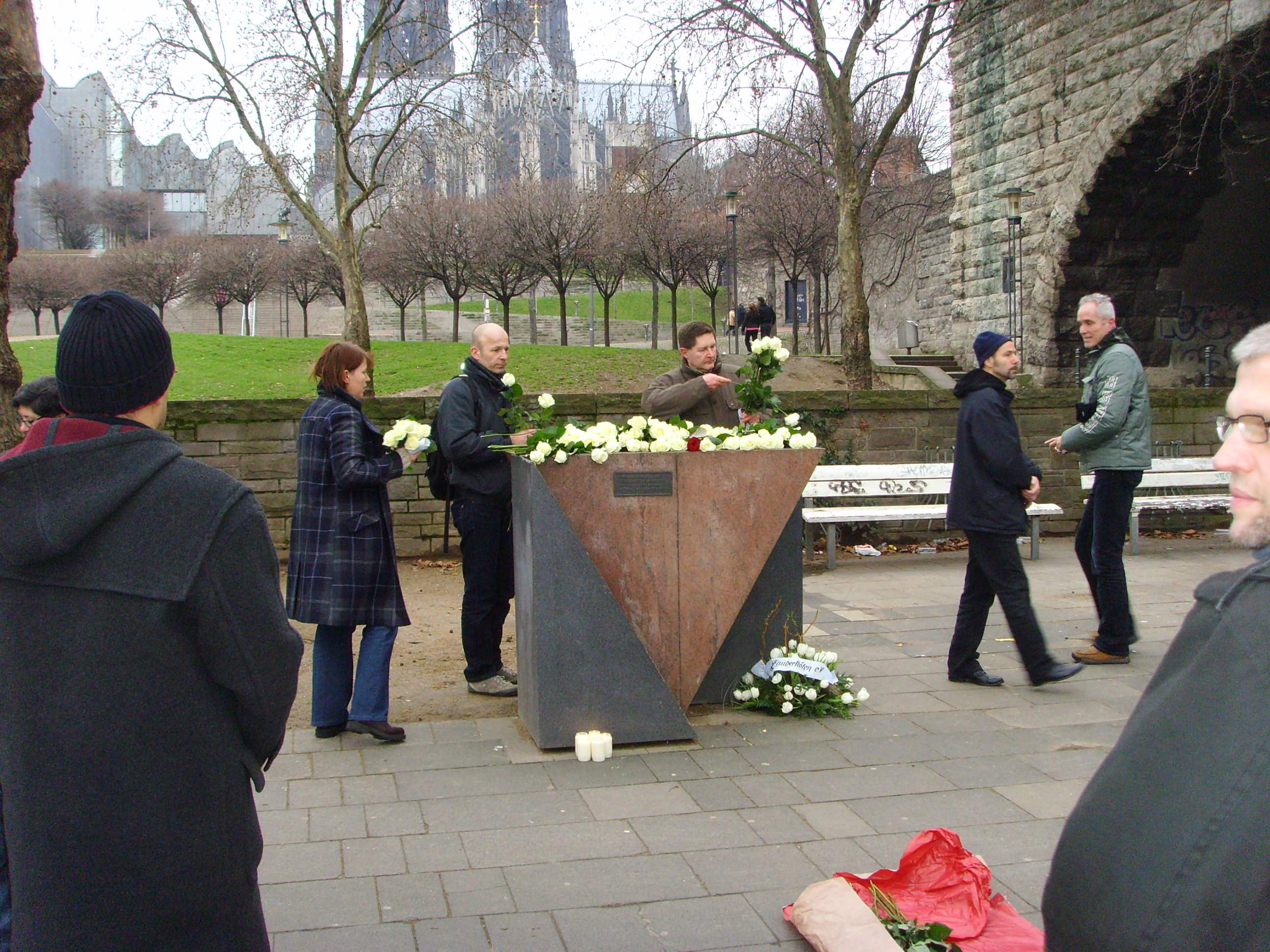
Ceremonia el 27 de enero de 2008.

En marzo de 1990, el Arbeitskreis Lesben und Schwule («Grupo de Trabajo Lesbianas y Gais»; anteriormente AK Homosexualität, «Grupo de Trabajo Homosexualidad») del ÖTV Colonia comenzó la iniciativa para la creación del monumento. El iniciador, Jörg Lenk, se mantuvo hasta la realización como principal interlocutor y motor del proyecto. La petición oficial fue realizada por el Deutsche Gewerkschaftsbund (DGB; «Federación Alemana de Sindicatos») de Colonia y fue apoyado públicamente por diversas organizaciones y partidos.
Tras una toma de postura del centro de documentación sobre el nazismo de la ciudad de Colonia, la idea inicial del alcalde de ampliar la placa dedicada a la deportación de judíos, sinti y roma situada en la Feria de Colonia fue abandonada.
Las dudas iniciales de los representantes del ayuntamiento de Colonia sobre la persecución de las lesbianas fueron resueltas por el centro de documentación sobre el nazismo. Los representantes del ayuntamiento querían sustituir inicialmente las palabras «gais y lesbianas» por «homosexuales». Pero bajo una iniciativa de Alianza 90/Los Verdes se mantuvo la fórmula inicial. 
En 1993 se realizó un concurso reducido entre 25 artistas seleccionados por la oficina de cultura de la ciudad de Colonia. Entre los artistas que participaron, un jurado formado por profesionales se decidió de forma unánime por el trabajo del escultor de Rostock Achim Zinkann como segundo premio. No se entregó un primer premio. Del 14 de junio al 15 de julio de 1994 se presentaron las once propuestas en una exposición en el Forum de la Universidad Popular de Colonia.
La construcción del monumento se realizó, con la excepción de los votos de la Unión Demócrata Cristiana de Alemania, con un amplio consenso y sin discusiones públicas. La financiación se realizó a través de una colecta, en la que se reunieron 30.900,00 DM (15.798,92 €). En junio de 1995 se inauguró.

### Inauguración
La celebración por su colocación el 24 de junio de 1995 se realizó en el marco de la aportación del ÖTV por el 50 aniversario de la liberación de Alemania del terror nazi, así como dentro de las celebraciones del Cologne Pride, la celebración del orgullo gay más importante de Alemania.
El discurso del alcalde Norbert Burger fue su primera aparición oficial dentro de una celebración del orgullo gay.
Los noticiarios del ZDF de ese día mostraron vídeos de la colocación, además de informes y entrevistas en diversas cadenas de radio. La noticia también apareció en diversos diarios nacionales, la prensa sindical y los medios de comunicación LGBT en Alemania y el extranjero.

## Descripción
El monumento está realizado en granito rosa y gris. Tiene una altura de 120 cm y una anchura de 69 cm.
El triángulo rosa era un símbolo empleado durante el nazismo para identificar a los presos masculinos homosexuales en los campos de concentración.
El artista Achim Zinkann describe su obra de la siguiente forma:

El punto inicial para este trabajo son dos bloques de granito de color rosa y gris. Ambos bloques fueron cortados en diagonal y recolocados. Las cuñas grises tiene el lado cuadrado sobre el suelo, enfrentando sus lados serrados y soportando en la V que se forma así las cuñas rosas, que forman un triángulo equilátero.

En la escultura aparece una correspondencia entre las cuñas. Presión, contrapresión y rozamiento son condiciones para que se mantenga unido. Si se quita una cuña, por lo menos otra pierde su soporte. La estructura es destruida. La tensión interna y la disolución del carácter de bloque se consigue con el posicionamiento diagonal de las piedras grises.

El juego cambiante de sombras refuerzan la tensión, así como la cambiante silueta, cuando el observador se mueve.

La proporción de la escultura se obtiene de las condiciones geométricas del triángulo equilátero y de la altura fija de 120 cm. Esta altura es accesible para las personas. A esta altura se encuentra el texto, grabado en la superficie cuadrada de las cuñas rosas, y por lo tanto se puede sentir tanto con los ojos como con el tacto.

Las interpretaciones son múltiples.

Dos bloques, dos colores, dos cortes, unidos en un todo. Un bloque gris, uno rosa. Partes de una sociedad. Hombres, mujeres. Lesbianas, gais, presionándose, rozándose unos a otros, protegidos unos en otros, condicionándose. Otras interpretaciones se las dejo al observador.

### Emplazamiento

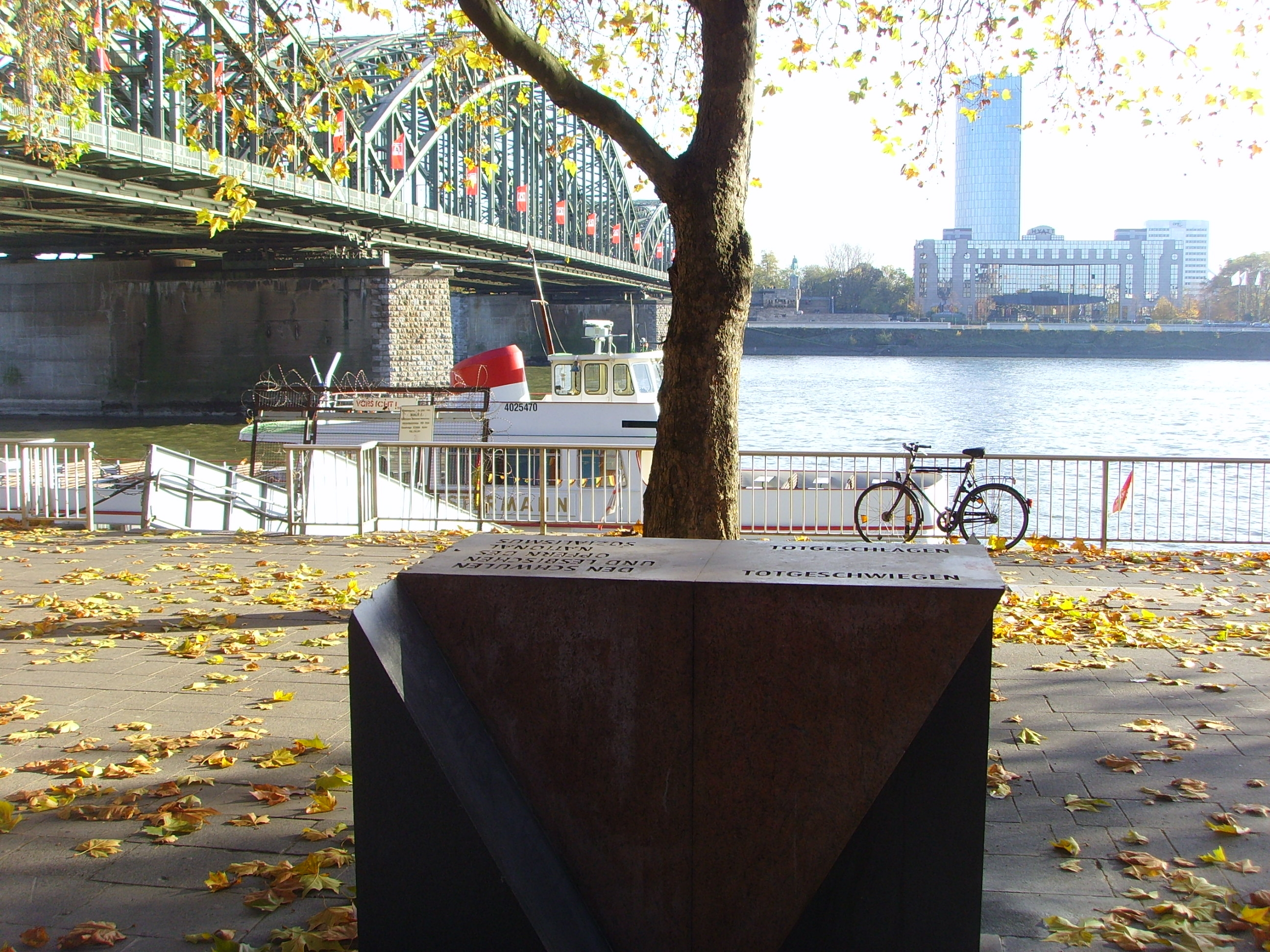
Emplazameinto a orillas del Rin.

Como emplazamiento fue elegido el área del Rheingarten/Frankenwerft, cerca del puente Hohenzollern, una zona muy frecuentada por los habitantes de Colonia y los turistas, con el Museo Ludwig y la Catedral de Colonia al fondo. 
El emplazamiento fue elegido por tener una relación histórica. La orilla del Rin, cerca del puente Hohenzollern ha sido durante mucho tiempo un lugar de encuentro para hombres homosexuales, que ofrecía la posibilidad de encuentros anónimos, sin correr el riesgo de ser reconocido como homosexual en la vida social. Cerca del puente se encontraba hasta su destrucción en la II Guerra Mundial, un urinario público empleado por gay como punto de encuentro. En la Posguerra, se transformaron las destruidas torres de las escaleras en lugares de encuentro.

### Inscripción

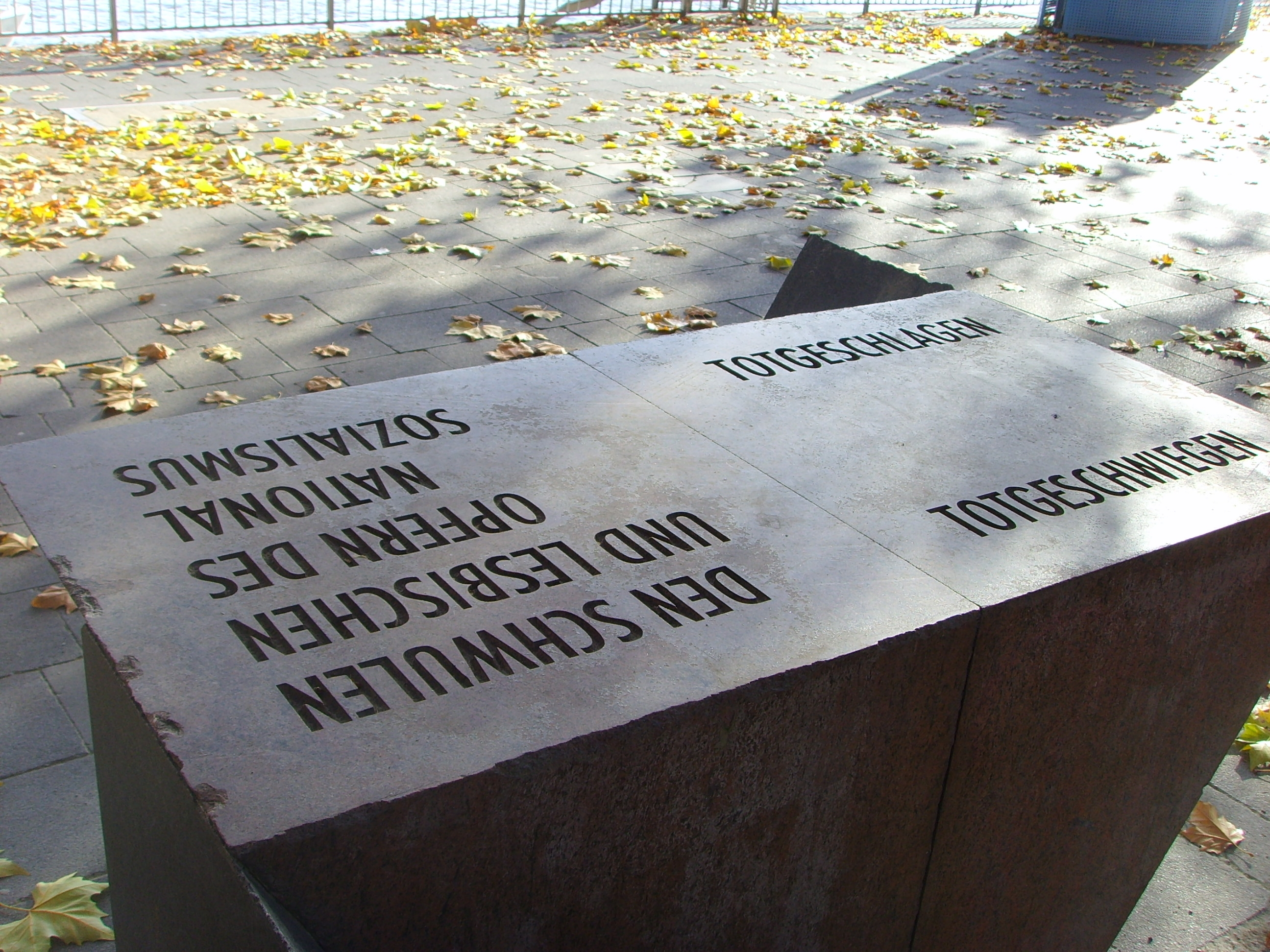
Inscripción.

Además del lugar, la inscripción Totgeschlagen – Totgeschwiegen, den schwulen und lesbischen Opfern des Nationalsozialismus («Muertos a palos - Muertos a silencio, a las víctimas gais y lesbianas del nacionalsocialismo»), que ya había sido empleada en la placa de la plaza Nollendorf de Berlín, eran las únicas condiciones para la creación del monumento. Con ello, el círculo de trabajo de gais y lesbianas del ÖTV querían recordar tanto la persecución de los homosexuales por los nazis, como la continua discriminación en la República Federal. La palabra «homosexual» les pareció demasiado médica. Ya que se referían a sí mismos como gais y lesbianas, el deseo de usar esas palabras era unánime.